# جيمي كلوسن
جيمي كلوسن (بالإنجليزية: Jimmy Clausen)‏ هو لاعب كرة قدم أمريكية أمريكي، ولد في 21 سبتمبر 1987 في ثاوزند أوكس في الولايات المتحدة.

## وصلات خارجية
- جيمي كلوسن على موقع مرجع كرة القدم المحترفة.كوم (الإنجليزية)
- جيمي كلوسن على موقع كلية كرة القدم في سبورتس رفرنس.كوم (الإنجليزية)